# Mario Gentili (1913–1999)
Mario Gentili (ur. 31 stycznia 1913 w Rzymie, zm. 19 stycznia 1999 tamże) – włoski kolarz torowy i przełajowy, srebrny medalista olimpijski.

## Kariera
Największy sukces w karierze Mario Gentili osiągnął w 1936 roku, kiedy wspólnie z Severino Rigonim, Armando Latinim i Bianco Bianchim zdobył srebrny medal w drużynowym wyścigu na dochodzenie podczas igrzysk olimpijskich w Berlinie. Był to jedyny medal wywalczony przez Gentilego na międzynarodowej imprezie tej rangi, był to także jego jedyny start olimpijski. W 1942 roku zdobył złoty medal na mistrzostwach Włoch w kolarstwie przełajowym. Nigdy nie zdobył medalu na przełajowych ani torowych mistrzostwach świata.